# Luitpold Dussler
Luitpold Dussler (* 16. Juli 1895 in München; † 18. Dezember 1976 ebenda) war ein deutscher Kunsthistoriker.

## Leben
Dussler studierte Kunstgeschichte an der Universität München, wo er 1923 bei Heinrich Wölfflin mit einer Arbeit zu Benedetto da Maiano promoviert wurde. Während des Ersten Weltkrieges diente er als Soldat und arbeitete danach an den Staatlichen Museen und Sammlungen in Bayern.
Ein Stipendium des Kunsthistorischen Instituts in Florenz führte Dussler in den 1920er Jahren nach Italien. 1929 wurde er an der TH München habilitiert. Fünf Jahre später wurde er dort zum außerordentlichen Professor ernannt. Am 1. Oktober 1939 beantragte Dussler die Aufnahme in die NSDAP und wurde zum 1. April 1940 aufgenommen (Mitgliedsnummer 7.571.970).
1930/31 beteiligte sich Dussler mit weiteren Kunsthistorikern an den Vorwürfen gegen den Kunsthistoriker August Liebmann Mayer, der aus seinem Amt gedrängt wurde. Dussler wurde für seine Denunziation nie zur Verantwortung gezogen. Seine Tat wurde von den Mitwissern im Fach Kunstgeschichte verschwiegen, als er 1947 zum ordentlichen Professor an der TU München berufen wurde. 1965 wurde er emeritiert.
In seinem Werk beschäftigte sich Dussler mit der Renaissance in Italien. Zu seinen bekanntesten Werken zählen ein kritisches Werkverzeichnis von Raffael sowie eine Michelangelo-Bibliographie.
Ein Teil seines schriftlichen Nachlasses wird im Deutschen Kunstarchiv im Germanischen Nationalmuseum in Nürnberg aufbewahrt.

## Veröffentlichungen (Auswahl)
- Michelangelo-Bibliographie 1927–1970. Harrassowitz, Wiesbaden 1974
- Raffael. Bruckmann, München 1966
- Die Zeichnungen des Michelangelo. Gebr. Mann, Berlin 1959
- Michelangelo, Groschlattengrün/Opf. 1952
- Das sienesische Madonnenbild, Aschaffenburg 1948
- Francesco Guardi, München 1948
- Sebastiano del Piombo, Basel 1942
- Italienische Meisterzeichnungen, Frankfurt 1938
- Giovanni Bellini. Prestel, Frankfurt a. M. 1935; neu aufgelegt bei Schroll, Wien 1949
- Luca Signorelli, Des Meisters Gemälde, Stuttgart 1927
- Die Incunabeln der deutschen Lithographie, Berlin 1925
- Benedetto da Majano. Ein Florentiner Bildhauer des späten Quattrocento. Schmidt, München 1924